# Сары-Сегет
Сары-Сегет (кирг. Сары-Сөгөт) — село в Токтогульском районе Джалал-Абадской области Кыргызстана. Административный центр Бель-Алдынского айылного аймака.

## География
Село расположено в северной части области, на правом берегу реки Бель-Алды, на расстоянии приблизительно 24 километров (по прямой) к востоко-северо-востоку от города Токтогула, административного центра района. Абсолютная высота — 1326 метров над уровнем моря.

## Население
Согласно оценочным данным Национального статистического комитета Кыргызской Республики, численность населения села на начало 2023 года составляла 2434 человека.
| год     | 2009 | 2014 | 2015 | 2020 | 2021 | 2023 |
| ------- | ---- | ---- | ---- | ---- | ---- | ---- |
| человек | 2173 | 2473 | 2483 | 2660 | 2671 | 2434 |